# Hans Klenk
Hans Klenk (né le 28 octobre 1919 à Künzelsau, mort le 24 mars 2009 à Karlsruhe) était un pilote automobile allemand.

## Biographie
Hans Klenk fait ses débuts en sport automobile à la fin des années 1940. Après avoir commencé à courir sur des voitures de sa propre conception, il participe en 1951 à plusieurs épreuves de Formule 2 au volant d'une Veritas Meteor acquise auprès de son ami Karl Kling. En 1952, le championnat du monde des pilotes étant réservé aux F2, il participe sur sa Veritas Meteor au Grand Prix d'Allemagne 1952, disputé sur le Nurburgring. Qualifié à une belle 8e place, il termine la course en 11e position, à quatre tours du vainqueur. Cela restera son unique participation en championnat du monde.

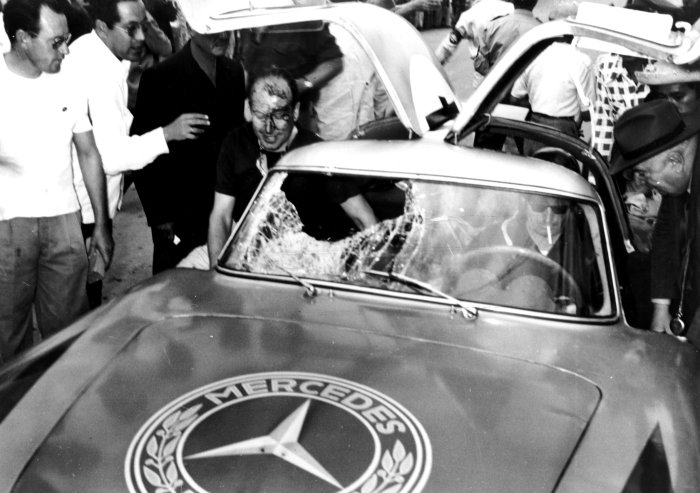
Klenk sort blessé de sa Mercedes-Benz à l'arrivée de la Carrera Panamericana 1952. Un vautour a traversé le pare-brise.

Parallèlement à ses engagements en monoplace, Klenk rejoint à partir de 1952 l'écurie Mercedes en catégorie sport. Il remporte sur la Mercedes 300SL le plus beau succès de sa carrière en s'imposant lors de la Carrera Panamericana en équipage avec Karl Kling. Le duo allemand s'impose malgré un violente collision avec un vautour qui a traversé le pare-brise de la voiture, occasionnant à Klenk des blessures mineures au visage.
En 1953, Klenk continue de mener en parallèle une carrière en monoplace sur sa Veritas privée, et en endurance, en tant que pilote d'essai officiel de Mercedes, mais un grave accident survenu au volant de la 300SL le contraint à mettre un terme à sa carrière. Il reste dans le milieu du sport automobile, mais en tant qu'ingénieur. En 1954, sa Veritas Meteor largement modifiée (et rebaptisée Klenk Meteor) est même engagée au Grand Prix d'Allemagne et pilotée par Theo Helfrich, mais sans succès.

## Résultats en championnat du monde de Formule 1
| Saison | Écurie | Châssis        | Moteur             | Pneus | GP disputés | Points inscrits | Classement |
| ------ | ------ | -------------- | ------------------ | ----- | ----------- | --------------- | ---------- |
| 1952   | Privé  | Veritas Meteor | Veritas 6 en ligne | ?     | 1           | 0               | n.c.       |